# Горња Ричица
Горња Ричица је насељено место у Босни и Херцеговини у општини Горњи Вакуф-Ускопље. Административно припада Федерацији Босне и Херцеговине, односно њеном Средњобосанском кантону. Према попису становништва из 2013. у насељу није било становника, а већинско становништво у предратном периоду били су Хрвати.

## Становништво
По последњем службеном попису становништва из 2013. године у насељу Горња Ричица није било становника, а село је пре рата у БиХ било етнички хомогено са већинском хрватском популацијом.
| Националност | 2013. | 1991.       | 1981.       | 1971.       |
| Бошњаци      | 0     | 0           | 0           | 17 (19,32%) |
| Хрвати       | 0     | 14 (100,0%) | 45 (100,0%) | 71 (80,68%) |
| Срби         | 0     | 0           | 0           | 0           |
| Југословени  | 0     | 0           | 0           | 0           |
| остали       | 0     | 0           | 0           | 0           |
| Укупно       | 0     | 14          | 45          | 88          |